# XXVI Batalion Saperów
XXVI batalion saperów  (XXVI bsap) – pododdział saperów  Wojska Polskiego w II Rzeczypospolitej.

## Historia XXVI batalionu saperów
XXVI batalion saperów został sformowany w dniu 3 października 1921 na skutek powtórnej reorganizacji 4 pułku saperów. Nowy batalion został utworzony z połączenia:
- 3 kompanii X batalionu saperów (3/X bsap), która została 1 kompanią batalionu;
- 3 kompanii XII batalionu saperów (3/XII bsap) z 10 pułku saperów, która została 2 kompanią batalionu. 
W 1925 została wprowadzona nowa organizacja inżynierii i saperów. W następstwie przeprowadzonej wówczas reorganizacji rozformowane zostało dowództwo XXVI bsap, a druga kompania tego batalionu (2/XXVI bsap) została włączona w skład VII batalionu saperów i przemianowana na 3/VII sap.

## Historia jednostek wchodzących w skład batalionu

### 3 kompania XII batalionu saperów
Z nowo przybyłych rekrutów w 1920 zostaje sformowana przy kompanii zapasowej VI batalionu saperów w Przemyślu „3/XII kompania saperów“, dowództwo której objął podporucznik Stanisław Gdański. Dnia 7 lipca kompania wyjechała do Lwowa, gdzie, przydzielona do „grupy fortyfikacyjnej nr 5“ podpułkownika Kornickiego, prowadziła w ciągu lipca, sierpnia i września prace fortyfikacyjne na linii obronnej Bugu i następnie na „linii generała Gołogórskiego“. W dniu 30 sierpnia zostaje kompania przesunięta do robót fortyfikacyjnych na linii: Druga Wólka - Winniczki - Trzecia Wólka - Czyżki - Mikłaszów, następnie na linię Dźwinogródek Gaje, gdzie pracuje do końca września. W ciągu listopada buduje kompania most na Bugu w Rudzie Sieleckiej, po czym udaje się na postój do Kamionki Strumiłowej, skąd w styczniu 1921 wyjechała do Tarnopola, gdzie po raz pierwszy zebrał się cały XII batalion saperów. Na rozkaz dowództwa batalionu kompania wybudowała most na Serecie w Borkach Wielkich, następnie w Iwańczycach na Styrze, poza tym w tym czasie rozbiera też wąskotorową kolejkę i budowała most na Styrze pod wsią Stare Konie. W połowie czerwca 1921 cały XII batalion saperów udał się tratwami do Pińska, skąd transportem kolejowym pojechał do mp 6 pułku saperów w Przemyślu. Wskutek zmian organizacyjnych 3/XII kompania saperów została przydzielona do 4 pułk saperów w Sandomierzu, gdzie sformowano w niej 2 kompanię XXVI batalionu saperów.

### 3 kompania X batalionu saperów
3 kompania X batalionu saperów, wyszła na front z Sandomierza dnia 8 lipca 1920 do Mołodeczna, do dyspozycji dowództwa 1 Armii.

## Żołnierze batalionu
Dowódcy batalionu
- kpt. Tadeusz Garczyński
- kpt. Leon Rutkowski-Koczur[4] (p.o. 1922 - 17 VI 1925[5])